# Greenport (contea di Suffolk, New York)
Greenport è una località (village) degli Stati Uniti d'America nella contea di Suffolk, nello Stato di New York. È situata nell'isola di Long Island e fa parte dell'area metropolitana di New York.
Amministrativamente fa parte del comune di Southold.

## Infrastrutture e trasporti
Il viaggio è servito dall'omonima stazione ferroviaria della Long Island Rail Road.